# Marcilly-en-Gault
Marcilly-en-Gault is een gemeente in het Franse departement Loir-et-Cher (regio Centre-Val de Loire) en telt 755 inwoners (1999). De plaats maakt deel uit van het arrondissement Romorantin-Lanthenay.

## Geografie
De oppervlakte van Marcilly-en-Gault bedraagt 50,1 km², de bevolkingsdichtheid is 15,1 inwoners per km².
De onderstaande kaart toont de ligging van Marcilly-en-Gault met de belangrijkste infrastructuur en aangrenzende gemeenten.

## Demografie
Onderstaande figuur toont het verloop van het inwonertal (bron: INSEE-tellingen).